# Massacre dos pastores da Covilhã
O massacre dos pastores da Covilhã ou massacre dos mártires da Covilhã foi uma chacina ocorrida no século XIII perto do Tejo,  quando os Templários e gentes do concelho de Castelo Branco atacaram os pastores da Covilhã que tinham atravessado o rio.

## A chacina

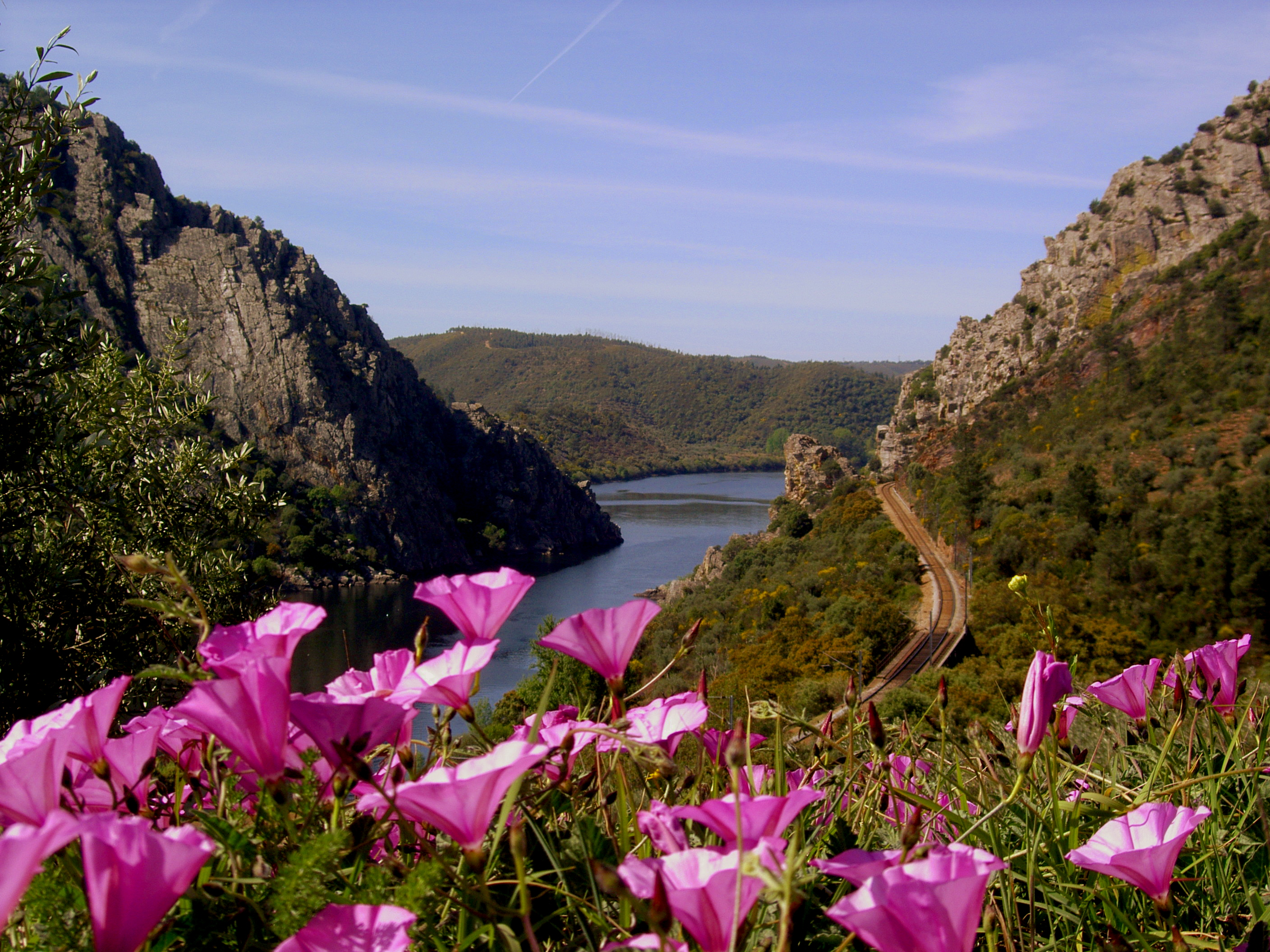
Rio Tejo na altura das Portas de Ródão, perto do cenário da massacre.

Os pastores da Covilhã queriam atravessar o Tejo junto dos seus rebanhos, tendo conseguido realizar a travessia e cruzar o rio. Entretanto os Templários juntamente com gentes do concelho de Castelo Branco foram atrás deles, mataram-nos todos e deixaram os corpos insepultos ao ar livre das serranias.

## Sentença real
Um documento régio, guardado na Torre do Tombo, regista a sentença que El-Rei de Portugal fez para punir os responsáveis da chacina dos pastores. A sentença mandava os Templários e as gentes da Covilhã levantarem uma igreja para dar sepultura cristã aos corpos dos pastores mortos. O documento foi compilado por Alexandre Herculano na sua obra Portugaliæ Monumenta Historica.

## Achados arqueológicos
A sentença real provavelmente tenha sido cumprida mas perdeu-se a memória da Igreja. João Francisco, um arqueólogo natural de Nisa, passou por uma zona na qual divisou o que eram os alicerces duma igreja e arredor desta avistavam-se ossadas humanas. Logo disto chamou às autoridades competentes e o doutor Jorge de Oliveira, da Universidade de Évora mandou arqueólogos para investigarem e achou-se uma vala comum com os corpos de muitas pessoas, os especialistas dataram as ossadas da Idade Média, algures no século XIII. Não está claro que os achados pertençam aos mártires da Covilhã mas há uma grande possibilidade de o serem.